# رينيه جان جاكيه
رينيه جان جاكيه (27 يونيو 1933 في بوردو - 21 يوليو 1993 (60 سنة)

) في رانس) (بالفرنسية: René-Jean Jacquet)‏ لاعب كرة قدم فرنسي راحل كان يجيد اللعب في مركز حارس مرمى .
لعب جاكيه في أندية بوردو (1954-1955) رانس (1955-1961) ليل (1961-1962) .
ساهم جاكيه في تتويج نادي ريمس ببطولة دوري الدرجة الأولى مرتين موسمي 1957/1958 و1959/1960 وكأس فرنسا موسم 1957/1958 .

## روابط خارجية
- رينيه جان جاكيه على موقع قاعدة بيانات كرة القدم.إي يو (الإنجليزية)
- رينيه جان جاكيه على موقع عالم كرة القدم.نت (الإنجليزية)